# Alfons, Infant von Portugal

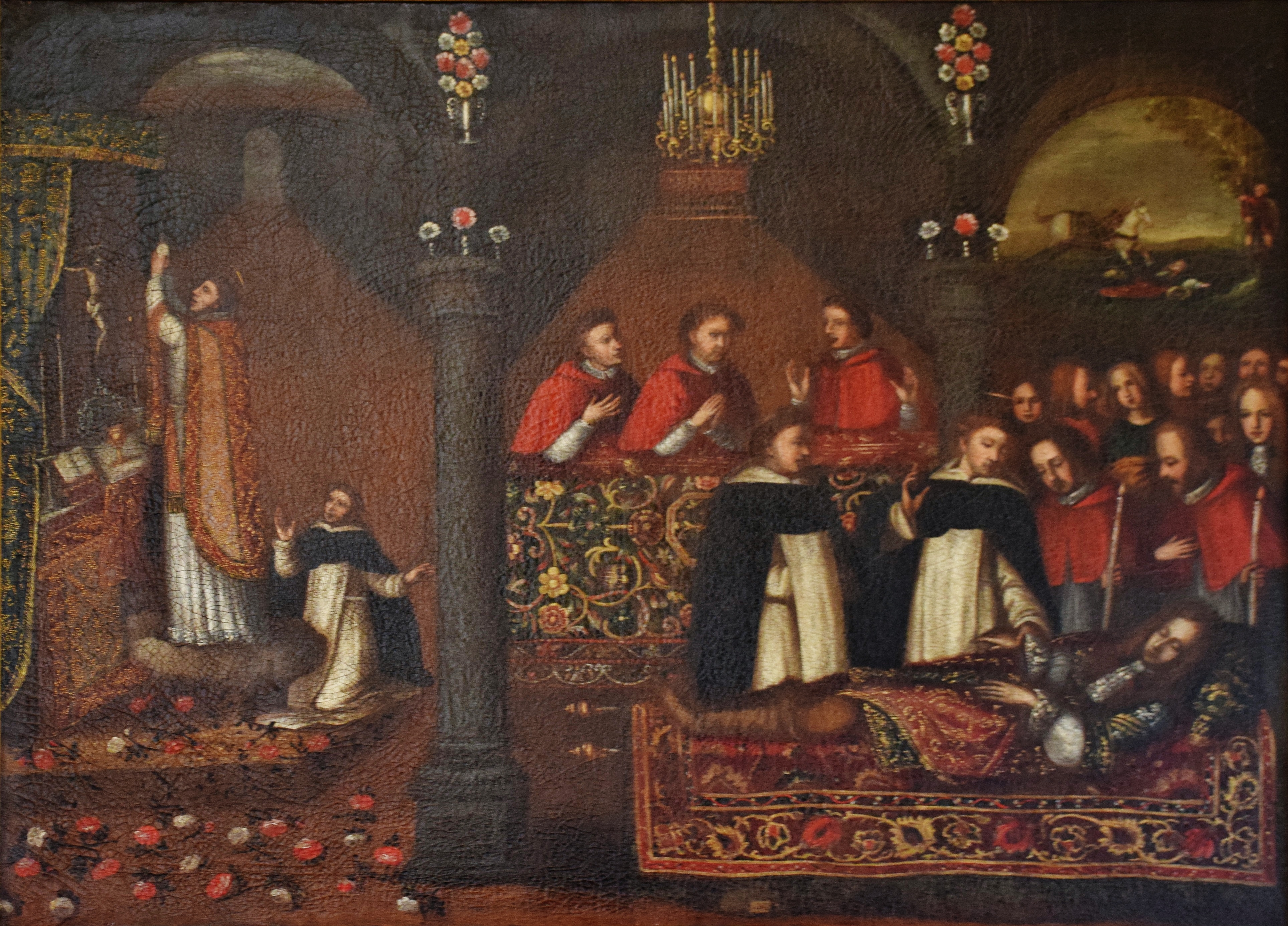

Alfons, Infant von Portugal, auch Afonso de Portugal, Alfons von Portugal bzw. Alfons von Aviz (* 18. Mai 1475 in Lissabon, Portugal; † 13. Juli 1491 bei Santarém, Portugal) war der offizielle Thronfolger und Sohn von König Joao II. Er starb im Alter von 16 Jahren bei einem Reitunfall.

## Leben
Geboren wurde Dom Afonso de Aviz als erster und einziger legitimer Sohn von König Dom Joao II. und Dona Leonora von Portugal. 1490 heiratete er Isabella, die älteste Tochter von König Ferdinand II. von Aragón und Königin Isabella I. von Kastilien. Somit wäre Afonso, wäre er denn König geworden und wären die Eltern von Isabella ebenfalls gestorben, Herr über die gesamte Iberische Halbinsel geworden, das heißt König von Portugal und Spanien, eine Machtfülle, die Europa und die Welt sicher verändert hätte. 

## Tod
Der junge Infant starb am 13. Juli 1491 unter mysteriösen Umständen. Am Tejo bei Santarém fiel der geübte Reiter aus unerfindlichen Gründen vom Pferd und starb an seinen Verletzungen. Der einzige Zeuge war sein kastilischer Diener, der sich noch am Abend des Todestages des Infanten nach Kastilien absetzte. Dies nährte Gerüchte und Verschwörungstheorien, der Infant sei in Wahrheit ermordet worden, um eine Vereinigung der beiden Reiche zu verhindern. Um seinem Sohn ein Andenken zu geben, wurde die kleinere Insel von São Tomé und Príncipe, Principe, nach dem Infanten benannt (Principe ist ein anderes Wort für Prinz). Zu seinem Nachfolger bestimmte der König seinen Vetter, Dom Manuel, Herzog von Beja, der dann als König Manuel I. den Thron bestieg.
| Personendaten    | Personendaten                                            |
| ---------------- | -------------------------------------------------------- |
| NAME             | Alfons, Infant von Portugal                              |
| ALTERNATIVNAMEN  | Afonso de Portugal; Alfons von Portugal; Alfons von Aviz |
| KURZBESCHREIBUNG | portugiesischer Prinz und Thronfolger                    |
| GEBURTSDATUM     | 18. Mai 1475                                             |
| GEBURTSORT       | Lissabon, Königreich Portugal                            |
| STERBEDATUM      | 13. Juli 1491                                            |
| STERBEORT        | Santarém, Königreich Portugal                            |